# Rivière Waugh
Pour les articles homonymes, voir Waugh.
La Waugh est une rivière qui prend sa source dans la forêt de Caraquet, au Nouveau-Brunswick. Elle suit un tracé approximativement du nord-ouest vers le sud-est, avant de confluer en rive gauche de la rivière Pokemouche pour former le lac Inkerman. Son nom se prononce oua-ou. Le long de son cours se trouvent les communautés suivantes, d'amont en aval : Caraquet, la paroisse de Caraquet, Village-Blanchard, Landry, Pokemouche et Évangéline.